# Nenzen
Die Nenzen (selbstbezeichnend nenzisch ненэй ненэче nenəj nenəče, russisch ненцы nenzy; historisch: Samojeden) sind ein indigenes Volk mit rund 41.000 Angehörigen im Nordosten des europäischen Teils Russlands und im Nordwesten Sibiriens. Sie werden nach der russischen Einteilung zu den „kleinen Völkern des Nordens“ gezählt und repräsentieren heute noch am deutlichsten das Kulturareal Sibirien. Die meisten Nenzen leben im Autonomen Kreis der Nenzen, im Autonomen Kreis der Jamal-Nenzen und im ehemaligen Autonomen Kreis Taimyr. Ihre Sprache ist das Nenzische. Eine etwa 1500 Menschen starke Gruppe der Waldnenzen lebt überwiegend im Nordosten des Autonomen Kreises der Chanten und Mansen.

## Name
Der heutige Name Nenzen (russisch ненцы nenzy) entspricht der Selbstbezeichnung mit der Bedeutung „Menschen“ (ненэй ненэче nenəj nenəče), wie das Volk sie in der nenzischen Sprache gebraucht.
Die Bezeichnung Samojeden entspricht einem älteren Namen in der russischen Sprache, der als volksetymologische Abwandlung des selbst-referentiellen Saamod, Saamid (das samojedische Suffix „-d“ bezeichnet die Mehrzahl) entstand. In der russischen ethnographischen Literatur des 19. Jahrhunderts wurden sie auch „Самоядь“ oder „Самодь“ (samojadʹ oder samodʹ) genannt.
Die Morpheme samo und jed des Russischen bedeuten in der Zusammensetzung „Selbst-Esser“, was abschätzig wirkt. Deshalb wurde der Name Samojeden im 20. Jahrhundert immer seltener benutzt, das Volk selbst brachte die Bezeichnung Nenzen hervor.
Wenn man alte russische Dokumente liest, sollte man vor Augen haben, dass der Name Samojeden für verschiedene Völker des nördlichen Sibirien verwendet wurde, die unterschiedliche uralische Sprachen sprechen: Nenzen, Nganasanen, Enzen, Selkupen (Sprecher der samojedischen Sprachen). Heutzutage bezeichnet der Begriff „samojedische Völker“ die gesamte Gruppe dieser verschiedenen Völker. Nenzen sind also ein Teil der samojedischen Völker.

## Lebensweise

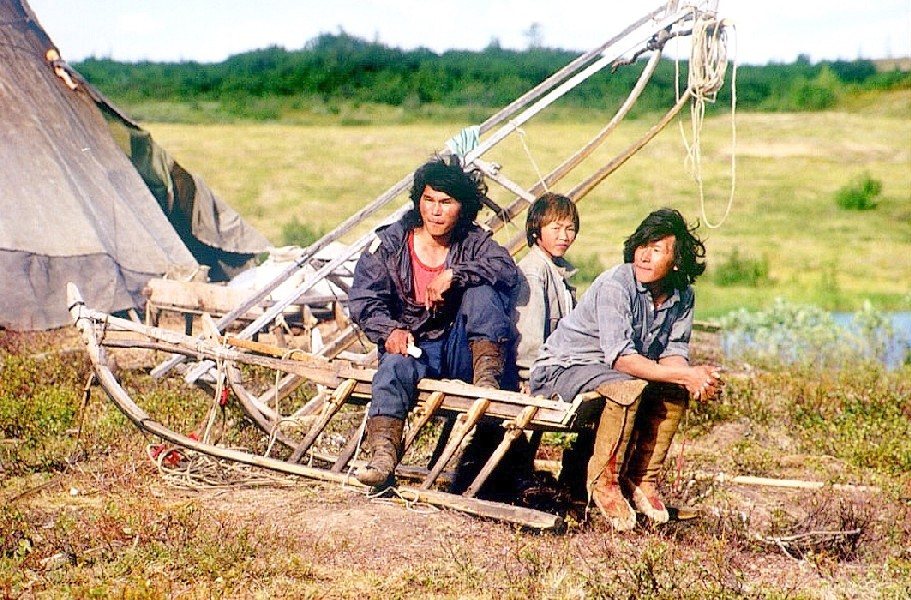
Nenzen auf einem Rentierschlitten in der sibirischen Tundra

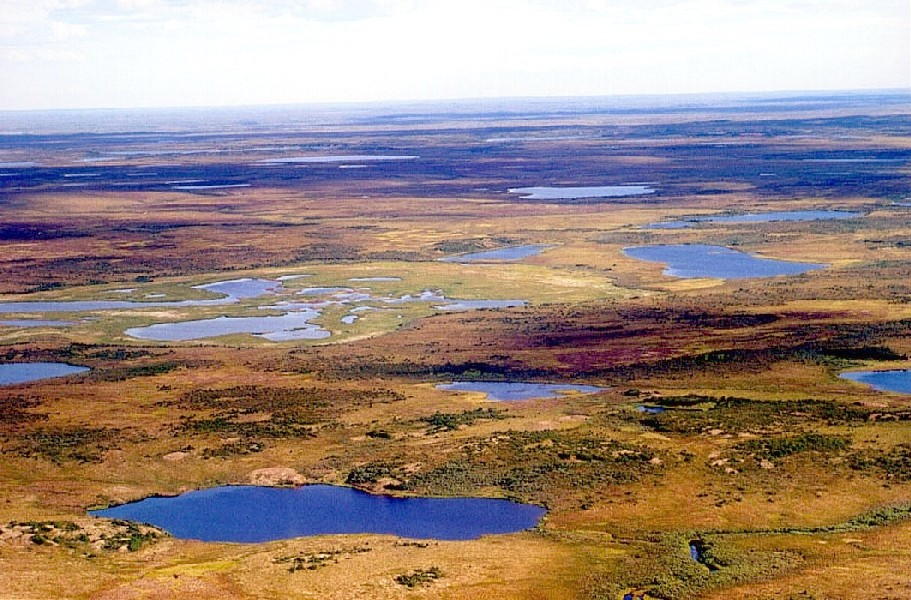
Lebensgebiet der Nenzen ist die sibirische Tundra

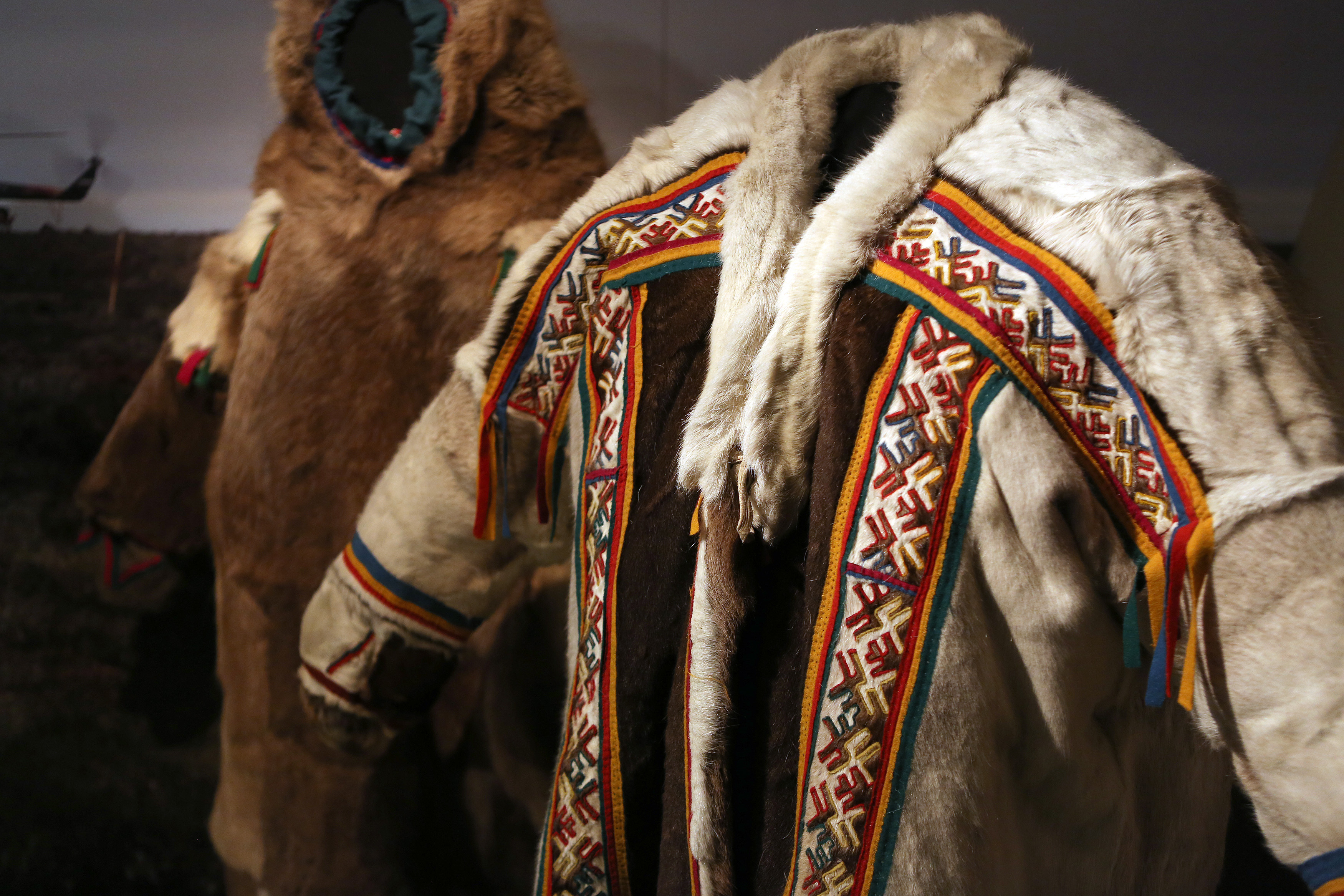
Traditionelle Kleidung aus Rentierleder und -fell

Die Nenzen sind traditionell nomadische Rentierhirten, Fischer und Jäger. Von allen indigenen Völkern Westsibiriens haben die Nenzen am erfolgreichsten ihre traditionelle Lebensweise, Sprache und Kultur bewahren können. Etwa 75 % sprechen noch ihre Muttersprache bei starken regionalen Unterschieden. Heute sind sie allerdings zumeist sesshaft geworden.
Zu den Vollnomaden zählen hingegen die 1000 bis 2000 Waldnenzen auf der schwer erreichbaren westsibirischen Jamal-Halbinsel. Der Name Jamal bedeutet im Nenzischen so viel wie Ende der Welt. Die Nenzen leben zumeist in Familienverbänden und ziehen so mit ihren Rentierherden umher: Im Winter durch die südliche Taiga und in den warmen Sommermonaten durch die Tundra bis an die Küste des Polarmeeres.
Die stärkste Bedrohung für deren Fortbestehen geht von der Erschließung und Förderung der reichen Öl- und Gasvorkommen auf der Jamal-Halbinsel und im Autonomen Kreis der Nenzen aus. Auch das Erdölfeld Wankor 130 km westlich von Igarka soll durch eine Pipeline nach Dikson erschlossen werden. Für Europa ist die Heimat der Nenzen die wichtigste Herkunftsregion von Erdgas. Da die Erdgasförderung in den extrem empfindlichen Polargebieten auch mit der großflächigen Vernichtung von Weidegründen und der Durchtrennung von Wanderrouten verbunden ist, steht die Zukunft der Nenzen und ihre traditionelle Rentierwirtschaft in Frage. Der Widerstand der Nenzen ist auf die Organisation Yasavey („Der den Weg kennt“) konzentriert. Dieser Verband erhält vor allem Unterstützung vom russischen Dachverband der kleinen Völker Sibiriens (RAIPON) und von einer Reihe westlicher Organisationen, besonders aus Skandinavien und Deutschland.

## Kultur
Eine Frau singt während der Arbeit in den Häusern halbimprovisierte epische Lieder und Klagelieder ohne instrumentale Begleitung. Die Klagelieder (ydrabts) handeln von Konflikten zwischen den Mitgliedern eines Clans und von schicksalhaften Erfahrungen. Die „Gigantenepen“ (syudbabts) beinhalten die Abstammung der Nenzen von mythischen Riesen und von Menschenfressern, die Frauen überfallen, vergewaltigen und töten, während ihre Männer bei der Jagd sind. Manchmal lassen die Ungeheuer Frauen am Leben und diese gebären übermenschliche Wesen.
Das Erzählen von Geschichten stellt einen wesentlichen Teil des sozialen Zusammenlebens dar und schafft eine Atmosphäre der Nähe zwischen Sängerin/Erzählerin und teilnehmendem Publikum. Die detailreichen Lieder sind ein Teil der mündlichen Überlieferung und bewahren neben der eigenen Geschichte auch das Verhältnis zu benachbarten Clans und Ethnien. Auch wenn die Liederzählungen keinen großen abgeschlossenen Epenzyklus wie etwa das kirgisische Manas-Epos bilden, werden sie als epische Form bezeichnet, weil sie über den Alltag hinausreichende Themen beinhalten.
Der sogenannte „klassische Schamanismus“ war die ethnische Religion der Nenzen. Der Ethnologe Klaus E. Müller spricht hier von „Komplexschamanismus“ und meint damit jene Formen, die durch Berührungen mit anderen Religionen und benachbarten Agrargesellschaften eine komplexe Ritualkultur entwickelt haben. Die Nenzen kennen drei Schamanenkategorien: 
1. Starke Schamanen, die mit der überirdischen Welt in Verbindung stehen
2. Erdschamanen, die mit der unterirdischen Welt in Verbindung stehen
3. Schamanen, die mit den Toten in Verbindung stehen und als Seelenbegleiter fungieren

Die Christianisierung hat bei vielen abgelegenen Völkern Sibiriens nur oberflächlich stattgefunden, so dass synkretistische Mischreligionen heute häufig sind. Für die Nenzen gilt dies insbesondere und es ist erstaunlich, wie pragmatisch sie mit den Missionaren und ihrer neuen Lehre umgingen.